# Rue Ernest-Cresson
La rue Ernest-Cresson est une voie du 14e arrondissement de Paris, en France.

## Situation et accès
La rue Ernest-Cresson est une voie publique située dans le 14e arrondissement de Paris. Elle débute au 18, avenue du Général-Leclerc et se termine au 33, rue Boulard.
Le quartier est desservi par la ligne 6 à la station Saint-Jacques.

## Origine du nom
Elle est nommée en l'honneur d'Ernest Cresson (1824-1902), bâtonnier et préfet de police de Paris.

## Historique
La voie est ouverte en 1906 et prend sa dénomination actuelle par arrêté du 24 juin 1907.

## Bâtiments remarquables et lieux de mémoire
- Nos 1-3 : immeuble construit par l'architecte Jean de la Morinerie en 1936[1].
- Nos 9-11-13-15 : immeubles construits par l'architecte Jean de la Morinerie en 1926[2].
- No 12 :  le docteur Joseph Vitalien (1868-1938), médecin français, docteur personnel du negus Menelik, directeur du Foyer colonial et son épouse Gabrielle Sizaret (1873-1955) y ont vécu[3].
- No 14 : entre 1937 et 1940, y était domiciliée la rédaction collégiale de la revue littéraire Volontés, où écrivirent Aimé Césaire - qui y publia son Cahier d’un retour au pays natal -, Henry Miller, le philosophe Alain, Le Corbusier ou encore Raymond Queneau[4],[5].
- No 18 : le statuaire Robert Delandre y a vécu dans les années 1930[6].
- No 20 : le peintre italien Gino Severini, qui vint à Paris en 1906, habita en ce lieu en 1918.